# Китайски бойни изкуства
Китайски бойни изкуства, популярно наричани кунг фу (мандарин: 功夫; пинин: gōngfu; българска транскрипция: гунфу) и още известни като ушу (опростени китайски йероглифи: 武术; традиционни китайски йероглифи: 武術; пинин: wǔshù; българска транскрипция: ушу), са съвкупност от бойни стилове, развили се през вековете в Китай.
Често са класифицирани съгласно различни признаци в семейства (家, jiā, дзя), секти (派, pài, пай) и школи (門, mén, мън). Такива признаци са например използването на животинска мимикрия или използването на тренировъчни методи, вдъхновени от различни китайски философски течения, вярвания и легенди. Стилове, които се фокусират върху манипулирането на енергията ци (чи), принадлежат към семейството на вътрешните стилове (内家拳, nèijiāquán, нейдзяцюен), докато тези, които се концентрират върху подобряването на работата на мускулния и сърдечносъдовия апарат, принадлежат към семейството на външните стилове (外家拳, wàijiāquán, уайдзяцюен). Съгласно друга популярна класификация стиловете се разделят по териториален признак на северни (北拳, běiquán, бейцюен) и южни (南拳, nánquán, нанцюен).

## Терминология
Кунг фу и ушу са заемки в Българския език, които се използват за обозначаване на Китайските бойни изкуства. В действителност двата термина имат различни значения. Буквалният превод на „Китайски бойни изкуства“ на Мандарин е джунгуо ушу (Опростени китайски йероглифи: 中国武术; Традиционни китайски йероглифи: 中國武術; Пинин: zhōngguó wǔshù; Българска транскрипция: джунгуо ушу).
Терминът ушу (武術) буквално означава бойно изкуство. Формиран е от две думи: 武 (на пинин: wǔ), имаща значението на „боен“ или „военен“ и 術 (на пинин: shù), която се превежда като „умение“, „дисциплина (предмет)“ или „метод“.
Ушу се използва и като официално наименование на модерен демонстративен контактен спорт, включващ като дисциплини боеве с голи ръце и с различни оръжия. Представлява адаптиран вариант на бойно изкуство, което се оценява съгласно набор от естетически критерии разработвани от 1949 г. в Китай.
Цюен фа (拳法) е друг термин, с който се обозначават Китайските бойни изкуства. Означава „припципите на юмрука“ или „законът на юмрука“ (Цюен означава „юмрук“, а фа означава „закон“, „начин“, „учение“). Името на Японското бойно изкуство Кенпо се изписва със същите йероглифи.

### Терминът „кунг фу“ („гунфу“)
Терминът кунг фу (правилно четене – гунфу) се състои от 功, gōng, означаващо „работа“ или „постижение“, следвано от 夫, fū (човек) или от fu -- частица или суфикс, означаващ „интензивен“. Употребява се и в ситуации, които нямат никаква връзка с бойните изкуства и се отнася до всяко индивидуално постижение, достигнато посредством полагането на целенасочени усилия и следствие на упорит труд. Едва в края на XX век терминът започва да се употребява в китайското общество във връзка с бойни изкуства. Поради това, по-точният термин за означаване на дейности, свързани с битка, е ушу.

## История
Счита се, че Китайските бойни изкуства са възникнали вследствие на нуждата от усъвършенстване на самозащитата, ловните техники и военното обучение в древен Китай. Ръкопашният бой и тренировките с различни оръжия са играли важна роля в обучението на войската.
Подробна информация относно състоянието и развитието на Китайските бойни изкуства се появява по време на десетилетието Нандзин (1928 – 1937), когато Централният институт Гуошу, създаден от режима на Гоминдан прави усилия да състави енциклопедично изследване на школите за бойни изкуства.
От 50-те години на XX век, КНР организира демонстрации на бойните изкуства под формата на контактния спорт ушу.

### Легендарен произход
Съгласно легендите, китайските бойни изкуства възникват по време на полу-мистичната династия Ся (夏朝) преди повече от 4000 години. Смята се, че първите бойни системи в Китай са въведени от Жълтия император Хуанди (легендарна дата на възкачване на престола 2698 г. пр.н.е.) Той е представян като известен генерал, който преди да стане предводител на Китай, е създал множество обемисти трактати по медицина, астрология и бойни изкуства. Основен негов опонент е бил Чъ Йо (蚩尤), на който се приписва авторството на шуай дзяо, предшественик на модерното изкуство Китайска борба.

## Стилове
Основна статия: Стилове на китайските бойни изкуства

### Външни стилове
Външните стилове на китайските бойни изкуства произлизат от кунг фу стиловете на будисткия манастир Шаолин в Китай. В тях се набляга на продължителна физическа тренировка на човешкото тяло, като различните стилове го развиват по различен начин. В резултат трениращият става гъвкав и много бърз.

### Вътрешни стилове
Основна статия: Вътрешни стилове (Ней-Дзя)
Вътрешните стилове на китайските бойни изкуства наблягат на вътрешната концентрация и развитие на вътрешната енергия ци (чи). И трите основни стила, Багуа джан, тайдзицюен (Тай чи чуан) и синицюен, водят началото си от даоистките манастири в Китай.
Багуа джан е младо бойно изкуство, създадено през 18 век. В Багуа се набляга на въртеливите движения и баланса на тялото. За избягване на противниковите атаки и за атакуване се разчита на бързи променливи завъртания. Основното упражнение е ходене в кръг.
Тайдзицюен (Тай чи чуан) е много старо бойно изкуство. В него се тренира мекотата на тялото. Трениращият го става чувствителен и мек и по този начин избягва противниковите атаки. Атаката представлява по-скоро бутане или изхвърляне, отколкото удар. Разчита се на вътрешния усет.
Синицюен или „боксиране с мисълта“, е третото вътрешно бойно изкуство. При него тренировката е съсредоточена в права линия. Атаката е бърза и концентрирана.